# 人の砂漠
『人の砂漠』（ひとのさばく）は、作家、沢木耕太郎によるノンフィクション8編を所収した作品集である。1977年（昭和52年）に新潮社から刊行された。

## 概要
孤独死した老女、元売春婦、辺境の孤島に住む人々、鉄くずの仕切り屋、革命家、詐欺師など陽の当たらない場所で人知れず生きる人々を描いている。「おばあさんが死んだ」「棄てられた女たちのユートピア」「視えない共和国」「ロシアを望む岬」「屑の世界」「鼠たちの祭」「不敬列伝」「鏡の調書」の全8編。1995年にはそのうちの一編である「鏡の調書」がNHKでテレビドラマ化され、2010年には全8編のうちの4編（「屑の世界」「鏡の調書」「おばあさんが死んだ」「棄てられた女たちのユートピア」）が東京芸術大学の大学院生によって映画化された。 

## テレビドラマ
『鏡の調書 天使が街にやってきた』（かがみのちょうしょ てんしがまちにやってきた）は、1995年4月22日にNHK総合テレビ・土曜ドラマ枠で放送された単発テレビドラマ。原作は、本短編集の中の一編「鏡の調書」。

### キャスト
- 山田昌
- 佐藤藍子
- 平田満
- 根岸季衣
- 浜村純
- 田山涼成
- 津村鷹志
- マルセ太郎

### スタッフ
- 脚本：下川博
- 演出：銭谷雅義

## 映画
2010年2月27日より新宿バルト9にて先行公開、同年3月6日より順次全国公開された。東京芸術大学映像研究科映画専攻の4期生が中心となって、8編の小説のうち、4編を映画化。

### キャスト
屑の世界
- 山義秀：石橋蓮司
- 沢口登：黒木辰哉
- 東みのり：筒井真理子
- オザワ：有福正志
- ゴトー：日野陽仁

鏡の調書
- 笠原きよら：夏木マリ
- 白石繭子：黒沢あすか
- 矢沢民生：綱島郷太郎
- 矢沢早苗：西方凌
- 山崎次郎：樋浦勉

おばあさんが死んだ
- 野口郁子：室井滋
- 野口考敏：忍成修吾
- 蛭間：金井勇太
- 金子：竹嶋康成
- 歯医者受付：MEGUMI

棄てられた女たちのユートピア
- 篠原いちこ：小池栄子
- 香川チュン子：リリィ
- 香織：中川梨絵
- 千恵：野嵜好美
- 村上伸一：佐野和宏

### スタッフ
- 原作：沢木耕太郎『人の砂漠』（新潮社刊）
- 監督：後閑広、ヤング・ポール、栗本慎介、長谷部大輔
- 脚本：大浦光太・瀬古真史、神田エミイ亜希子、鶴藤千華、服部隆志
- 企画：江口友起
- 企画協力：新潮社
- 制作：2010「人の砂漠」制作委員会（東京芸術大学、衛星劇場、トランスフォーマー、電通キャスティングアンドエンタテインメント）